# Mụn mủ

Mụn mủ (Latinh: pustula), hay còn gọi là nhọt, là một ổ nông ở da, được bao bọc, chứa dịch tiết mưng mủ, có thể có màu trắng, vàng, vàng xanh hay xuất huyết. Quá trình này có thể phát sinh trong một nang lông hay độc lập với nang lông. Mụn mủ có thể khác nhau về kích thước và hình dạng; tuy nhiên mụn mủ nang lông luôn có hình nón và thường chứa một cọng lông ở trung tâm. Sang thương mụn nước do nhiễm herper simplex và varicella zoster virus có thể trở thành mụn mủ. Nhuộm Gram và cấy nên được thực hiện để định danh vi khuẩn và nấm.